# Электроизмеритель (завод)
Житомирский завод «Электроизмеритель» (укр. Житомирський завод «Електровимірювач») — промышленное предприятие Житомира, которое специализируется на выпуске электроизмерительной техники.

## История
Предприятие было построено в 1956-1957 годы и введено в эксплуатацию в 1957 году.
В 1962-1964 годы на заводе «Электроизмеритель» был создан первый в СССР промышленный электромузыкальный инструмент - электроорган «Эстрадин».
В 1978 году завод стал головным предприятием производственного объединения "Электроизмеритель".
К началу 1980-х годов завод был оснащён высокопроизводительными автоматизированными станками и специализировался на производстве стрелочных и цифровых комбинированных приборов, частотно-анализирующей аппаратуры, информационно-измерительных систем, а также выпускал клавишные электронные музыкальные инструменты.
В 1993 году Кабинет министров Украины принял решение о приватизации предприятия с привлечением иностранных инвестиций.
В мае 1994 года с целью оптимизации расходов предприятия по распоряжению Кабинета министров Украины детский сад № 45 для детей работников завода был снят с баланса завода и передан в коммунальную собственность Житомирской области.
В 1996 году государственный завод был преобразован в открытое акционерное общество.
В августе 1997 года завод был включён в перечень предприятий, имеющих стратегическое значение для экономики и безопасности Украины.
В 1998 году завод был официально признан банкротом, чтобы рассчитаться с долгами предприятия, по решению Житомирской областной налоговой инспекции весь автопарк предприятия был конфискован и выставлен на продажу. Также в 1998 году с баланса предприятия был снят стадион "Электроизмеритель" на улице Домбровского (в дальнейшем превращённый в рынок).
В 2005 году завод освоил производство новой продукции: приборной доски для легкового автомобиля ZAZ Lanos.
В 2007 году разработанный конструкторским бюро завода комплекс мишенного оборудования для стрельбищ прошёл государственные испытания и 3 августа 2007 года был принят на вооружение вооружённых сил Украины, после чего завод получил заказ министерства обороны Украины на изготовление партии тренажёров для армейских полигонов.
2007 год завод закончил с прибылью 540 тыс. гривен.
Начавшийся в 2008 году экономический кризис  осложнил положение завода. Хотя в 2008 году завод выпустил 19462 шт. электроприборов и завершил год с прибылью в размере 1 745 тыс. гривен, в начале 2009 года завод был вынужден перейти на неполную рабочую неделю и отправить в неолачиваемый отпуск 100 из 375 работников. В 2009 году завод сократил производство на 81,84% (было выпущено 4318 шт. электроприборов) и завершил год с убытком в размере 1 837 тыс. гривен.
К началу 2011 года предприятие выпускало более 20 наименований электроизмерительных приборов и оборудования.
В марте 2014 года на заводе продолжали работать три из шести цехов, количество работников предприятия составляло 300 человек.
В январе 2015 года было объявлено о намерении привлечь житомирские заводы "Электроизмеритель", "ЕКТА" и "Промавтоматика" к производству беспилотных летательных аппаратов.